# Casa Dianu
Casa Dianu, din strada 24 ianuarie, este un monument datând de la începutul secolului 20, fiind un reper arhitectural și stilistic semnificativ pentru arhitectura municipiului Craiova. Din punct de vedere arhitectural, construcția respectă planimetria casei boierești tradiționale, cu acces central către o sală mare din care se intră către camere, cele dinspre strada, destinate musafirilor, iar cele dinspre curte propietarilor.

## Scurt istoric
Imobilul a fost construit la începutul secolului 20 ca locuință a familiei Dumitru și Sofia Dianu. Imobilul este unul dintre puținele care, în proporție de 90%, păstrează elemente de arhitectură și de interior din timpul în care a fost ridicat. Ulterior, a servit ca sediu pentru diferite instituții, printre ele birourile administrative ale Filarmonicii, organizația orășenească Frontul Plugarilor și Școala Populară de Arte și Meserii “Cornetti”.

## Restaurare
La sfârșitul anului 2019, au început lucrările de restaurare a clădirii, realizate de firma Rasub Construct avand implicata o echipa de specialisti atestați de către Ministerul Culturii - Finta Flavio (Manager proiect), Marcu Adrian (șef de șantier), Carmen Diaconu si Matefi Claudia (restaurator componente artistice), urmând să se încheie în anul 2021, redând monumentului funcționalitatea de clădire publică, unde vizitatorii vor găsi bibliotecile pentru cercetare „Academician Dan Berindei“ și „Academician Dinu C. Giurăscu“ ale Bibliotecii Județene „Alexandru și Aristia Aman“.
Procesul de restaurare a constat în lucrări de consolidare structurală, foraje verticale, lucrări de protejare a sobelor cu valoare istorică, a pardoselilor de mozaic și a oglinzilor, a tâmplăriei din lemn de stejar si refacerea componentelor artistice. O atenție deosebită a fost acordată elementelor decorative de la nivelul scafelor perimetrale și rozetelor centrale la tavanele parterului, fiind identificate și luându-se măsurile necesare de protecție a zonelor cu pericol de desprindere. Operațiile de restaurare a componentelor artistice au ca principal obiectiv refacerea compoziției decorative a interioarelor monumentului de arhitectură, prin recuperarea straturilor originale ascunse de invervenții sau degradate de variațiile de temperatură si umiditate cumulate cu vibrațiile si miscările seismice.
După restaurare, Casa Dianu va avea o nouă funcționalitate, unică la nivel național, aceea de  „Muzeu al Cărții și Exilului Românesc”, unde se vor găsi 23 de colecții, arhive și alte bunuri care au aparținut unor personalități marcante ale culturii românești, aflate în exil.

## Galerie

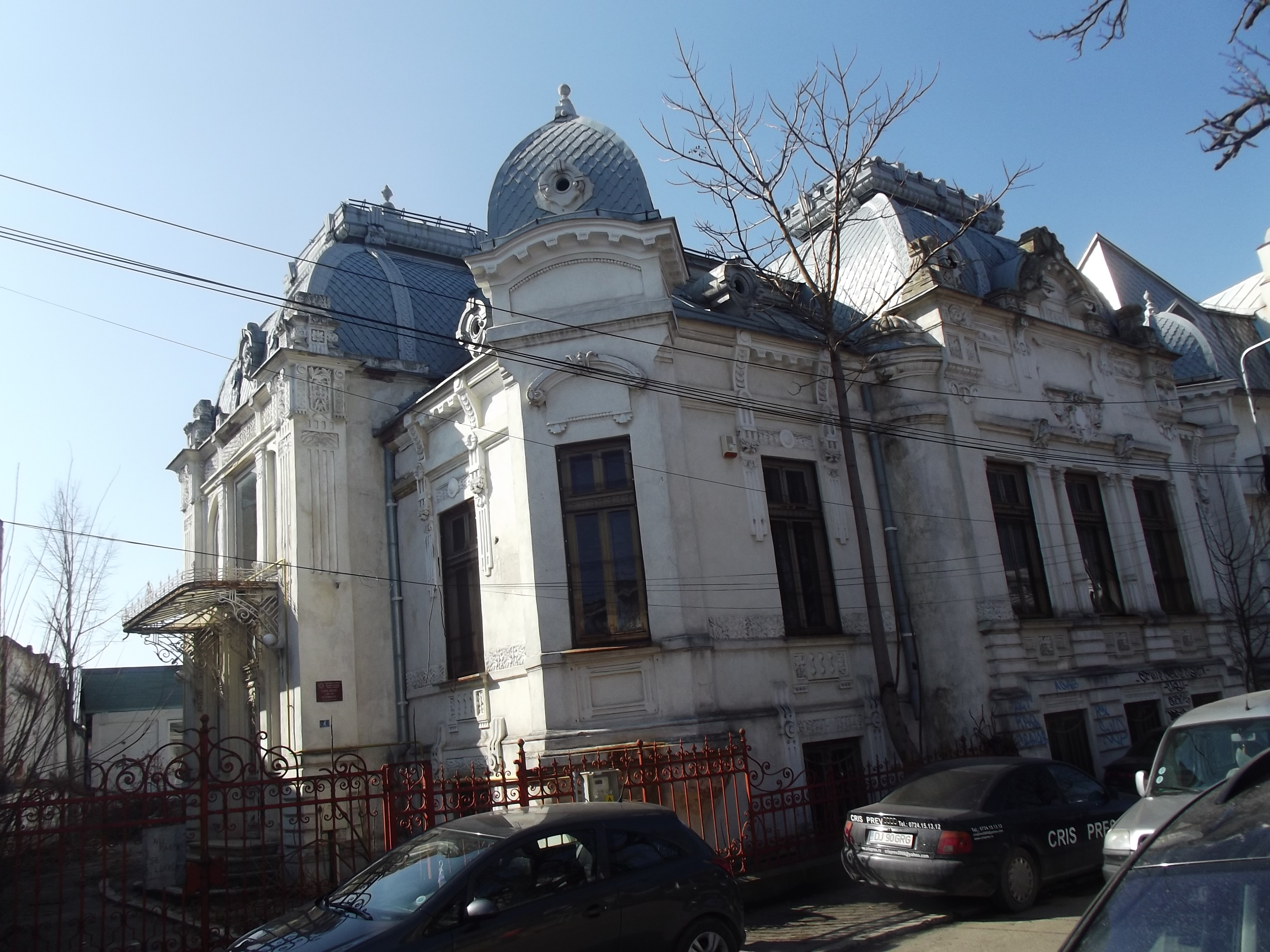
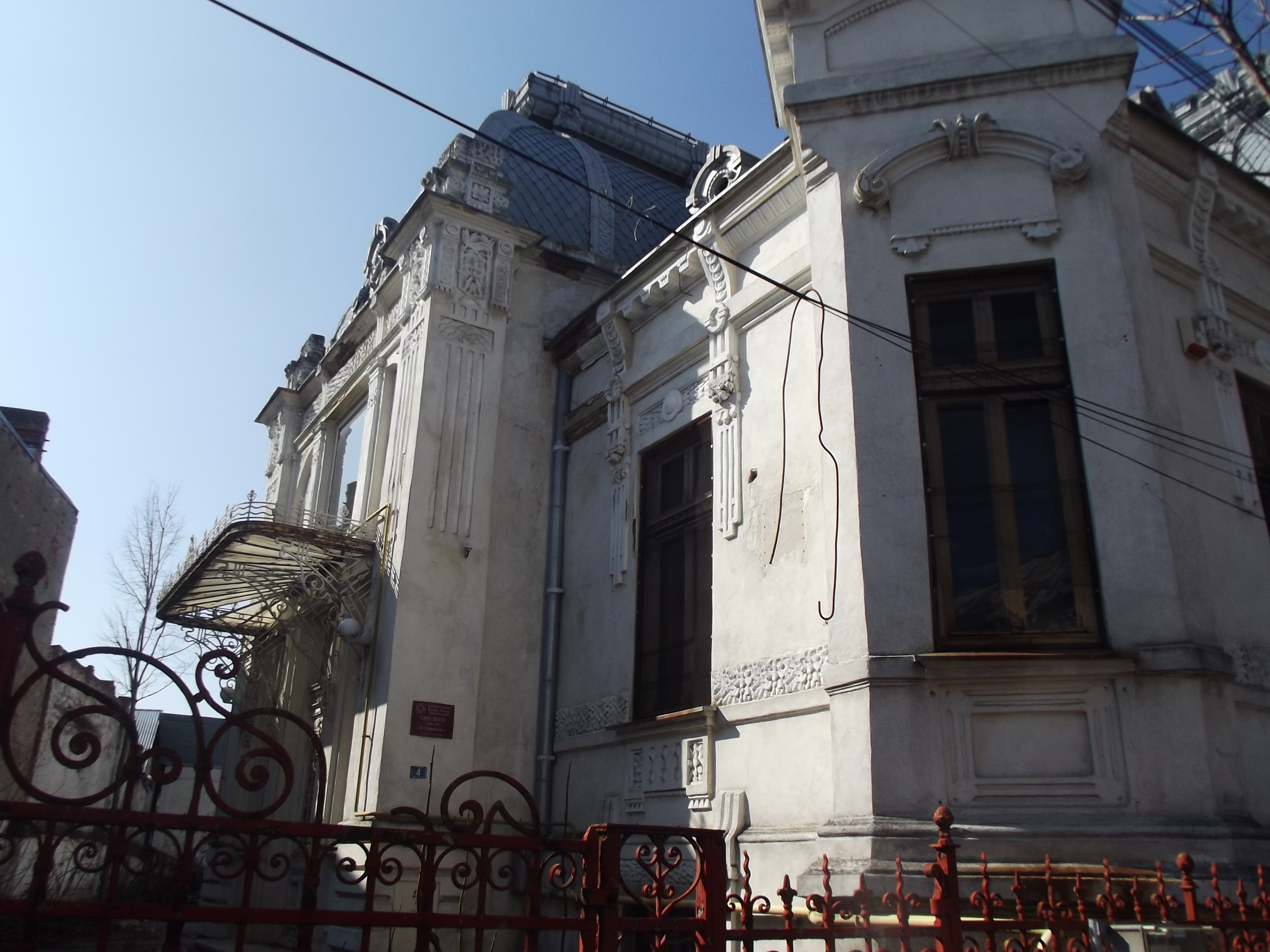
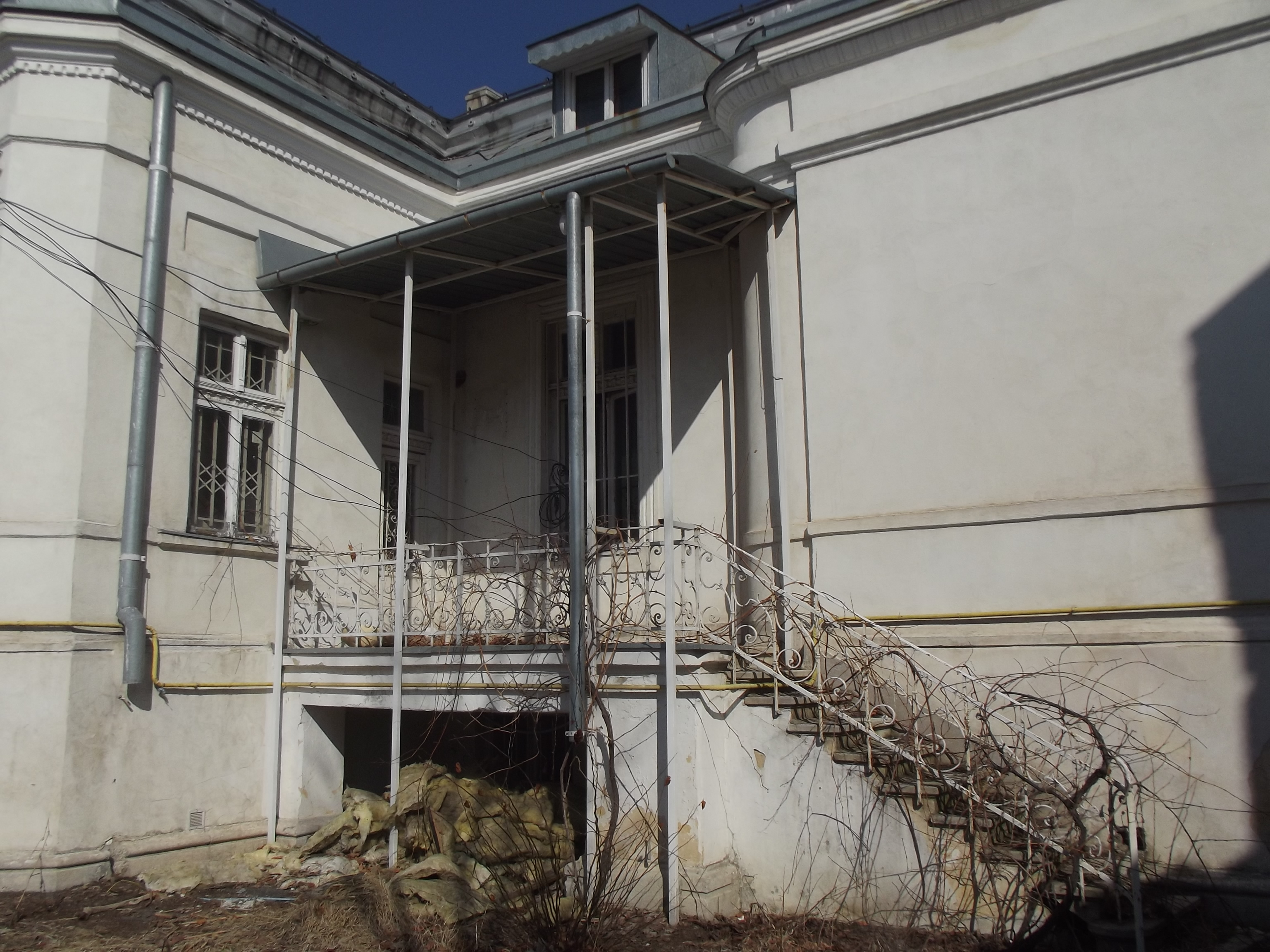
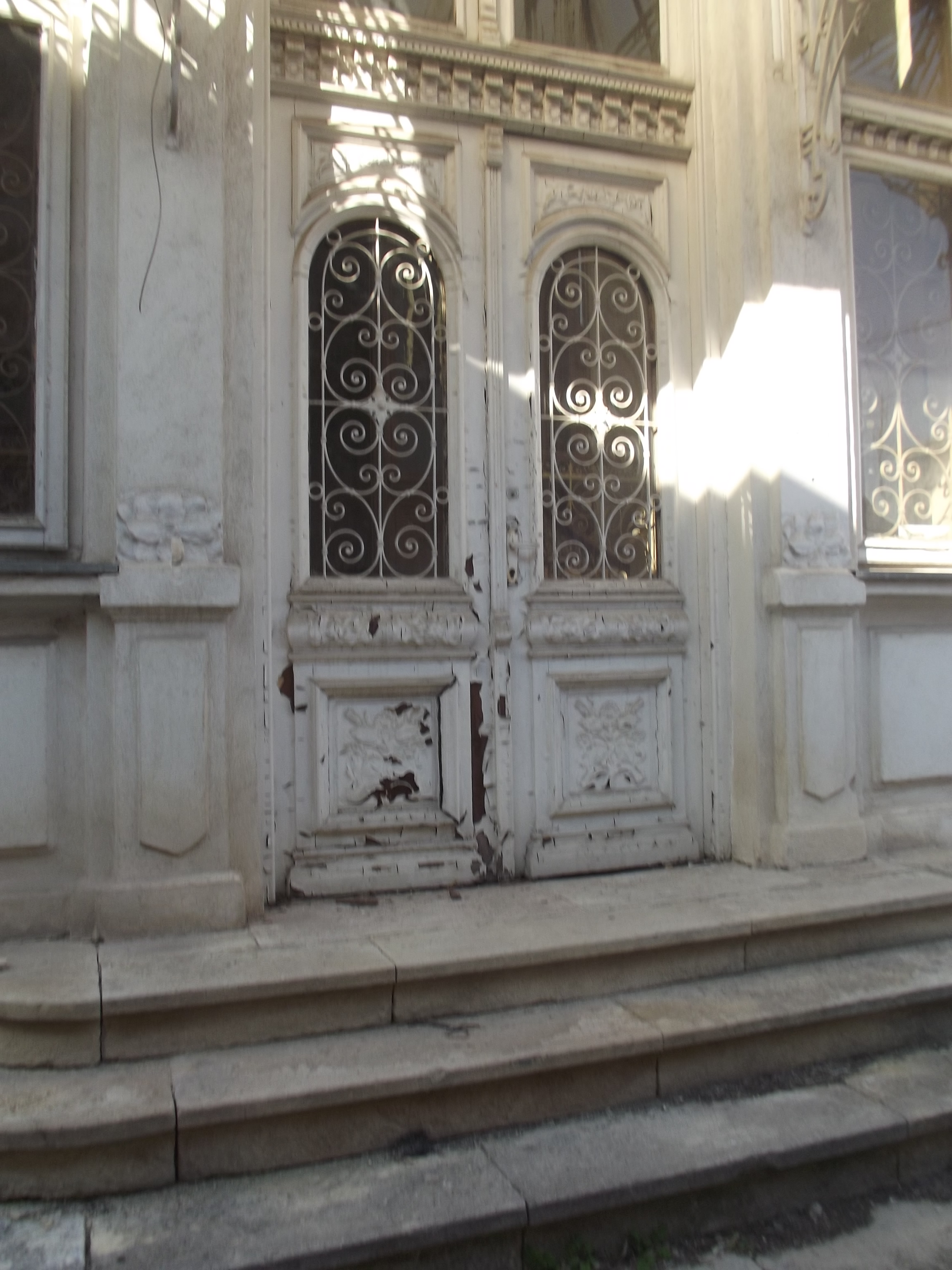
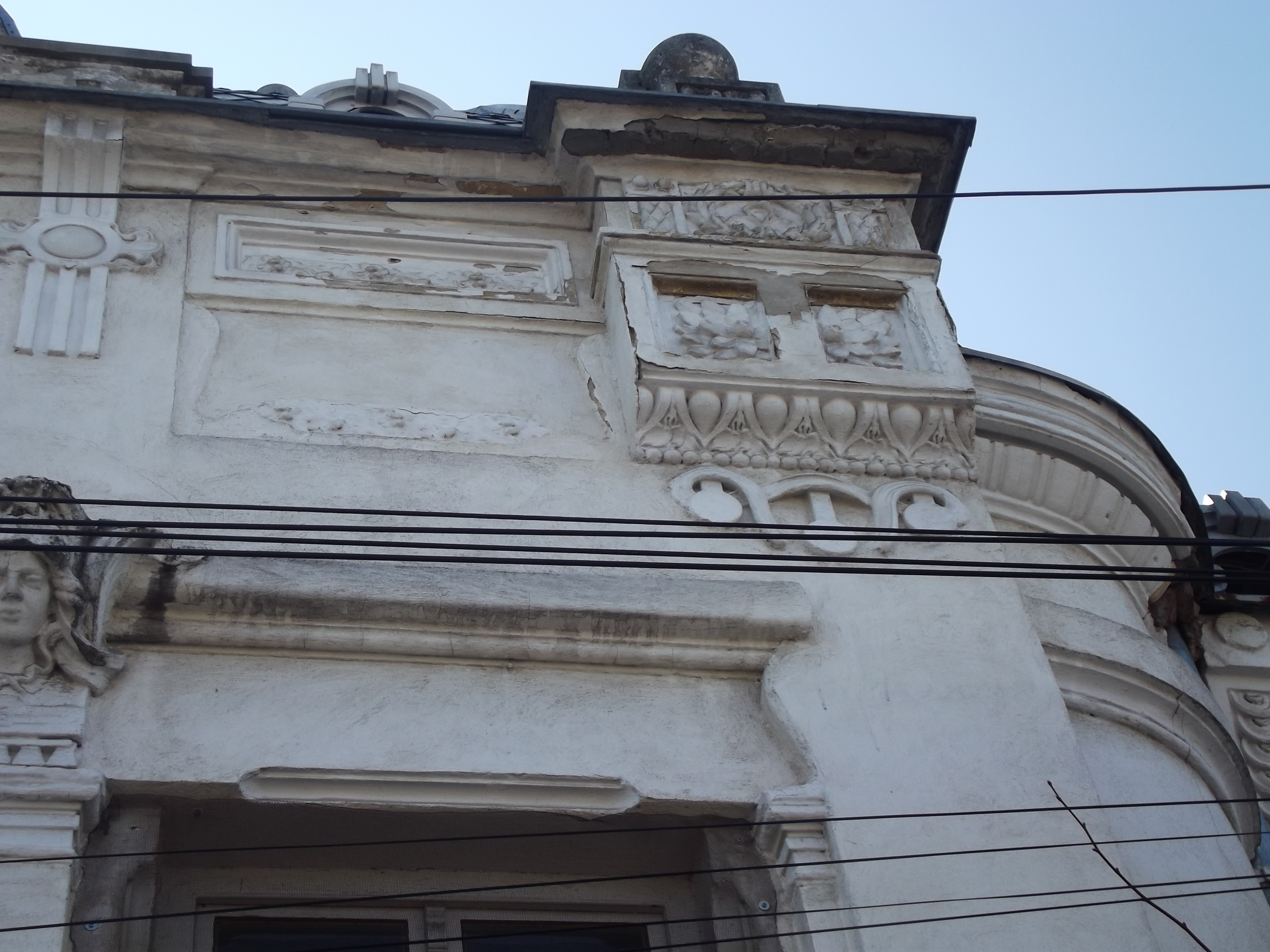
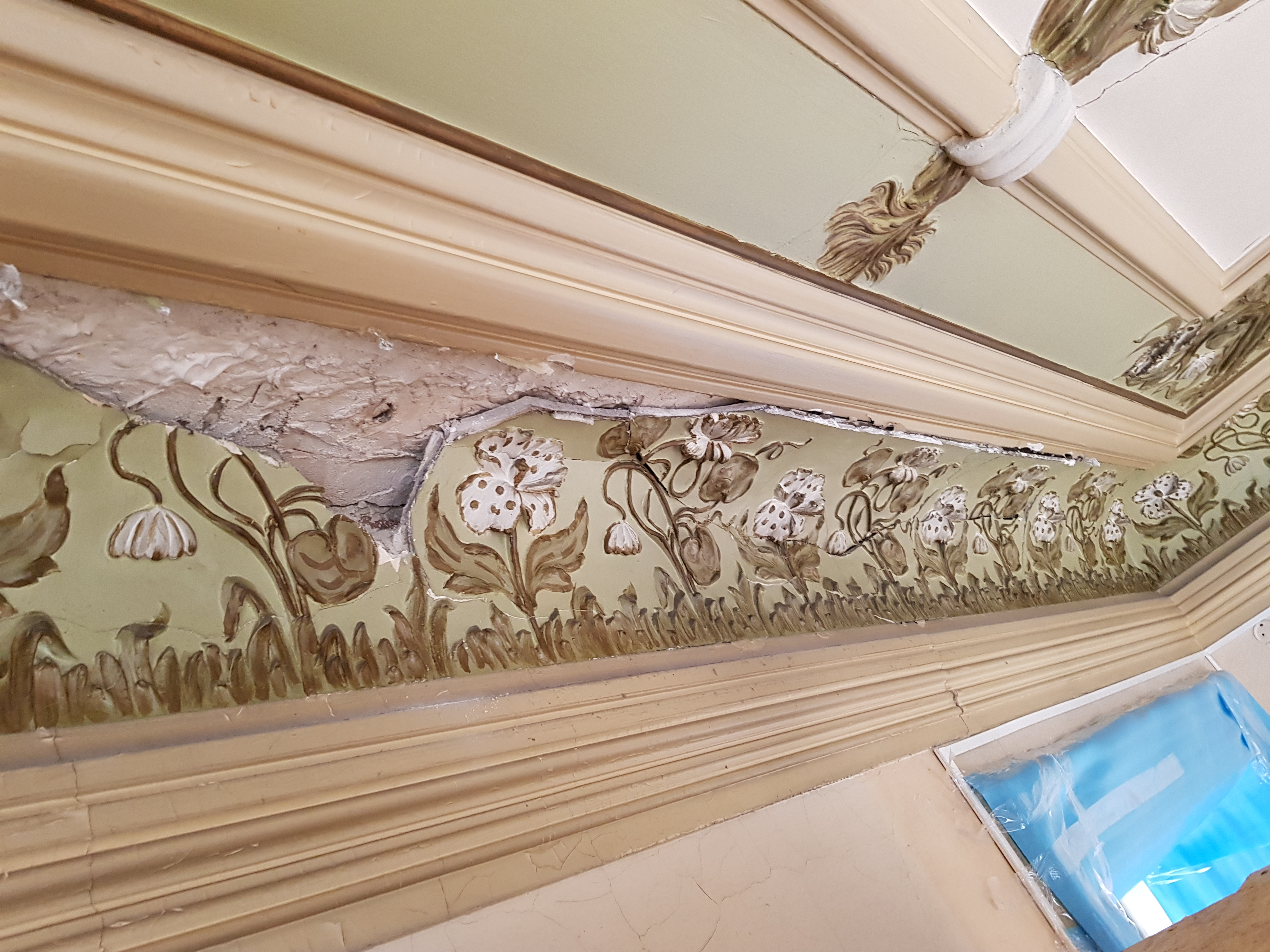
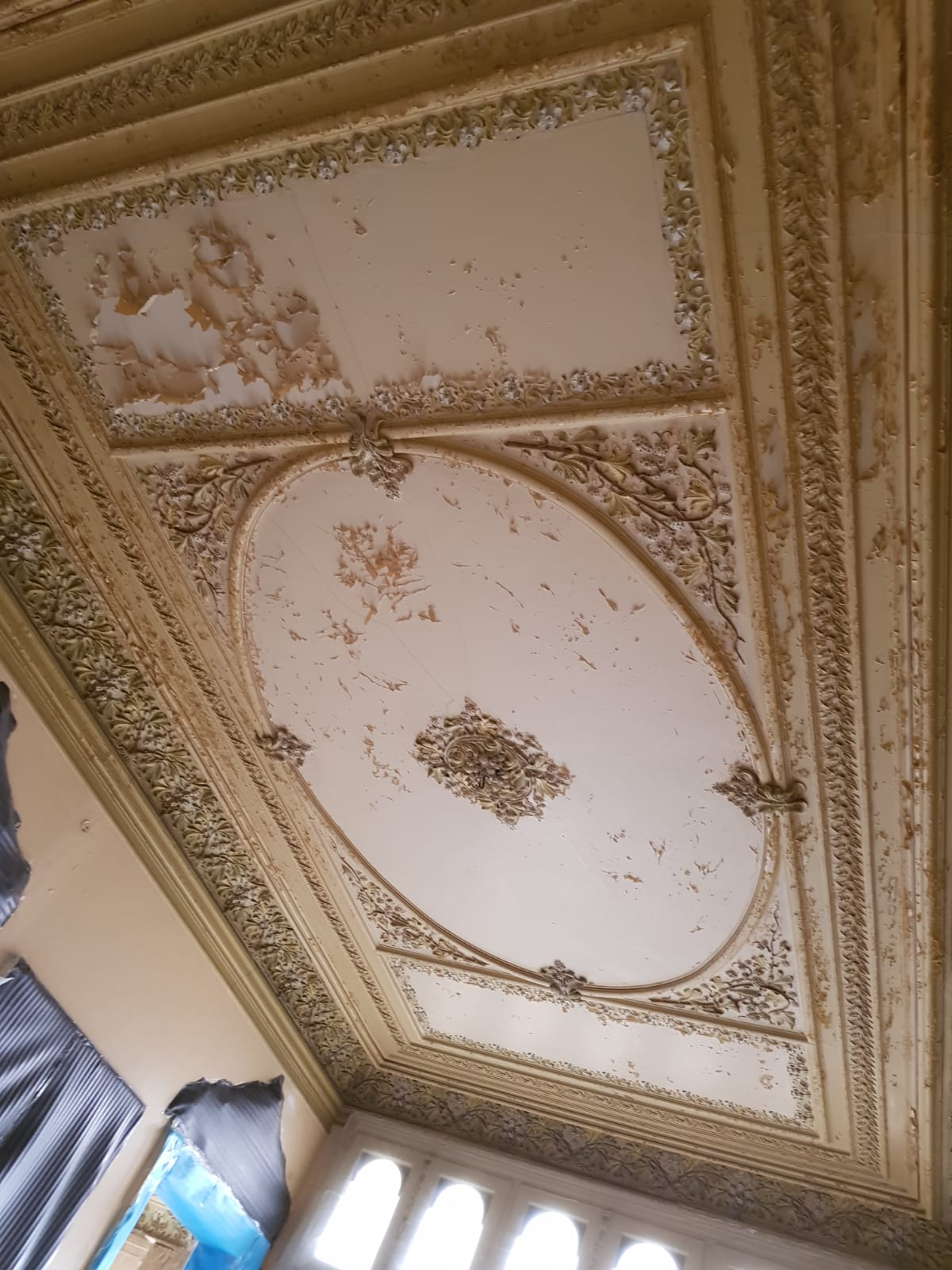